# Felipe Bauzá
Felipe Bauzá y Cañas (Palma de Mallorca, 1764 – Londres, 1834) fue un político, geógrafo, astrónomo y capitán de navío español de comienzos del siglo XIX.

## Biografía
Fue el cartógrafo jefe de la expedición Malaspina (1788), motivo por el que en Nueva Zelanda hay una isla con su nombre: isla Bauzá o "isla de los mosquitos". Perteneció a la comisión que elaboró el Atlas marítimo de España. Mantuvo correspondencia sobre astronomía con el astrónomo y comerciante José Joaquín Ferrer y Cafranga y el también marino militar Cosme Damián Churruca. Mantuvo contactos con Alexander von Humboldt durante la estancia de éste en España (1798). 
Se le encargó en junio de 1813 realizar un proyecto de división provincial (finalizado el 21 de septiembre del mismo año) durante la regencia presidida por don Luis María de Borbón y Vallabriga, pues al comenzar la Guerra de la Independencia (1808) se negó a entregar sus trabajos cartográficos al ejército de Napoleón (estaba levantando un mapa de la frontera hispano-francesa) y huyó a Cádiz. 
Tras la guerra, en 1815 fue nombrado director del Depósito Hidrográfico. Fue diputado a Cortes por Mallorca durante el Trienio Liberal (1820-1823), periodo en el que volvió a realizar un proyecto de provincialización, en esta ocasión junto con José Agustín de Larramendi (14 de enero de 1822). Con la vuelta del absolutismo se exilió en Londres, donde murió el 3 de marzo de 1834, un año después de recibir la amnistía de 1833 (había sido condenado a muerte y confiscados sus bienes). Se le enterró con honores en la capilla católica de St Mary Moorfields de Londres. La Biblioteca Británica mantiene una colección de sus mapas (The Bauzà Collection of Spanish colonial mapping). Mantenía una ideología liberal y pertenecía a la masonería.
Diseñó el faro de Cabo Mayor, situado en el municipio de Santander, y que entraría en servicio en 1839.

## Siguiente generación
Otro Felipe Bauzá, más joven, fue pensionado entre 1829 y 1832 para estudiar en la Escuela de Minas de Freiberg (Freiberg (Sajonia)) por Fausto de Elhúyar, director general de la Academia de Minería y Geografía Subterránea de Almadén (trasladada por entonces a Madrid).